# Analoghi della vasopressina
Gli analoghi della vasopressina sono sostanze chimiche simili in funzione ma non necessariamente simili in struttura alla vasopressina (ADH), come la desmopressina.
La desmopressina viene somministrata come spray per via orale per il trattamento di malattie in cui l'ADH non viene prodotta in quantità sufficiente, oppure i recettori della vasopressina non vengono stimolati dalla vasopressina. Un esempio dell'utilizzo della desmopressina è nel enuresi, dove si ritiene che i ritmi circadiani dei bambini non sono sincronizzati con i normali cicli di luce-buio.
Prendendo una dose di desmopressina 30-45 minuti prima di dormire permette la formazione di urina concentrata e il riflesso minzionale non viene attivato quando la vescica si riempie sopra un certo livello .